# Bäk
Bäk település Németországban, Schleswig-Holstein tartományban. Lakosainak száma 894 fő (2023. december 31.). Bäk Römnitz és Mechow községekkel határos.

## Népesség
A település népességének változása:
| Lakosok száma | 665  | 875  | 900  | 880  | 891  | 898  | 894  |
|               | 1975 | 2014 | 2017 | 2019 | 2021 | 2022 | 2023 |